# Мнёвники (бывшая деревня)
Мнёвники — бывшая деревня, располагавшаяся на левом берегу реки Москвы в центральной части большой Карамышевской излучины. Сейчас деревня фактически не существует.

## История

### Ранние годы
Впервые деревня упоминается под названием Ехалово в 1499 году в духовной грамоте князя Ивана Юрьевича Патрикеева, который завещал своему сыну Ивану ряд подмосковных сёл и деревень.
Следующее упоминание деревни в письменных источниках (уже под названием Мнёвники) встречается в писцовой книге 1646 года. В ней говорится, что во Мнёвниках живут ловцы рыбы, основной обязанностью которых была поставка рыбы на царский двор (всего в деревне насчитывалось 17 дворов ловцов с 48 людьми, а также один бобыльский и один нищенский двор). Само название «Мнёвники» закрепилось за жителями села потому, что они ловили рыбу мень (налим); при этом, согласно свидетельству хозяйственных документов царского двора, деревня являлась самым крупным рыболовецким хозяйством в Подмосковье, специализация которого определялась особенностями течения Москвы-реки в данной местности. В частности, до строительства Канала имени Москвы прибрежная зона изобиловала многочисленными ключами, что, возможно, привлекало налима. Для ловли этой рыбы ловцы использовали плетёные корзины-верши.
Мнёвниковским ловцам была выделена часть реки на 9 вёрст вниз по течению — до устья Пресни и на 16 вёрст вверх до впадения в Москву-реку речки Горетинки, а также небольшое озеро Перелое около Терехова. За исключительное право ловить рыбу на специально отведённой акватории мнёвниковские ловцы несли немалую повинность. Со своими обязанностями жители деревни справлялись хорошо, однако в 1670-х годах в селе Архангельском новый владелец, боярин Никита Иванович Одоевский, запретил мнёвниковским крестьянам ловить рыбу на 5 верстах от реки Горетинки. В 1701 году крестьяне обращаются к государю с жалобой на плохой улов из-за строительства каменного моста через Москву-реку. Сначала государь успокоил людей, но в 1702 году из-за Северной войны с крестьян стали брать не рыбу, а деньги, по 152 рубля 59 копеек в год. В 1742 году в селе Хорошёво расширили конный завод, и крестьян перевели на общие работы, заменив «рыбный» оброк четырёхгривенным подушным окладом.
За Мнёвниками оставались большие акватории реки, и отмена «рыбного» оброка была только на руку её жителям; но монопольное право на ловлю сохранилось только до 1752 года, когда владельцем села Троице-Лыково, деревень Строгино, Мякинино, Луки и Рублёво стал Кирилл Григорьевич Разумовский. Приказчик села Троице-Лыково объявил мнёвниковцам, что теперь ловить рыбу напротив дач высокографского сиятельства запрещено, а если кто-нибудь не выполнит приказ, то потопить его лодку, а его самого убить. Соответствующий приказ был отослан и в приказную избу Хорошёвской конюшенной волости. Позже этот запрет был снят, но допуск посторонних, не мнёвниковских, к рыбной ловле был запрещён. В свою очередь, Конюшенная канцелярия вынуждена была в 1756 году перевести мнёвниковских крестьян на денежный оброк, освободив их от работ на конном заводе.

### XIX век и начало XX века
Население деревни росло достаточно быстро. К началу XIX века в ней насчитывалось 59 дворов, в которых всего проживало 417 человек. Область занятости крестьян уже не ограничивалась только ловлей рыбы. Очень популярным у жителей деревни был извоз, продажа сена и соломы. Были даже купцы и добытчики камня (в селе Татарове).
Война 1812 года коснулась и Мнёвников. Французы нанесли огромный ущерб крестьянам. В «Энциклопедии московских селений. Северо-западный округ Москвы» описаны потери крестьян:

Французы сожгли в огромной деревне только четыре дома, однако разграбили домашнего имущества крестьян на 11 450 рублей, уничтожили 45 ульев общей стоимостью 450 рублей, два невода на 50 рублей, отбили 3 лошади, коров 23, овец 34. Крестьянам удалось сохранить 80 лошадей и только 17 коров. Но самый существенный ущерб, нанесённый неприятелем, — разграбление хлеба на 11 200 рублей, соломы на 5 580 рублей, сена на 15 680 рублей. Как мы видим, это уже было не рыболовецкое селение, а земледельческое с разносторонне развитым хозяйством.

Зимой 1812—1813 годов погибло от голода 33 человека, но уже к 1816 году население деревни выросло до 446 человек, проживавших в 68 дворах. В середине XIX века в ней насчитывалось уже 603 человека в 90 дворах.
Начиная с рубежа 1850—1860 годов палеонтолог Г. А. Траутшольд неоднократно проводил раскопки в юрских отложениях, развитых в окрестностях Мнёвников. Здесь им были найдены и описаны ископаемые остатки различных моллюсков (аммониты, двустворчатые, брюхоногие) и ракообразных, зубы плиозавра. В 1878 году он нашёл также прекрасно сохранившуюся конечность ихтиозавра (бо́льшая часть скелета животного была уже разрушена, сохранились лишь часть челюсти, обломки рёбер и прочие мелкие фрагменты). В дальнейшем эти находки передали в фонд Государственного геологического музея РАН, а особь ихтиозавра выделили в новый вид Undorosaurus trautscholdi, названный в честь первооткрывателя. Возраст отложений, определённый Траутшольдом как киммериджский, согласно более поздним исследованиям является титонским.
К концу XIX века деревня становится культурным и хозяйственным центром окружающей местности. В 1898 году здесь насчитывается шесть торговых заведений. Ещё в 1875 году во Мнёвники была перенесена земская школа, обучавшая грамоте детей всех окрестных деревень. Грамотность среди населения деревни составляла 2/3 у мужчин и 1/4 у женщин. Перед революцией во Мнёвниках была построена красильно-отделочная фабрика купца Меньшикова.

### Советское время
После революции в селе Мнёвники, по данным Всесоюзной переписи населения 1926 года насчитывалось 254 двора (из которых 178 крестьянских) и проживало 1 135 человек. В 1927 году в корпусах ликвидированной старой красильной фабрики был построен галалитовый завод, который производил галалит в виде листов и стержней для галантерейной промышленности. В марте 1931 года в селе был образован колхоз «Всходы», членами которого стали также жители деревни Карамышево (к этому времени Мнёвники и Карамышево почти слились). В 1936 году он был переименован в колхоз имени Чкалова. Имелось свиноводческое хозяйство, молочная ферма, большое количество парников, где выращивались огурцы, помидоры, редис, а также цветы.
Во время строительства Канала имени Москвы свыше сотни домов из обеих деревень были перенесены за шлюз на 1,5 км от прежнего места. Мнёвники были разделены на Верхние и Нижние (эти названия сохранились в топонимике Москвы до сих пор). После строительства канала Нижние Мнёвники и Терехово оказались на отрезанном острове, где единственный выезд был по мосту через шлюз. В 1940-е годы Мнёвники вошли в состав Москвы, а в 1950-х годах стали частью жилой застройки района Хорошёво-Мнёвники. На территории Мнёвников росли многочисленные склады и автобазы. В 1960-х годах началось новое выселение жителей деревень, оставшихся на острове.

### XXI век
На месте деревни Верхние Мнёвники располагается район жилой застройки, представленный, в основном, пятиэтажными домами. Ведётся строительство по берегу реки новых высотных домов (по Карамышевской набережной). Через территорию Мнёвников проведён Краснопресненский проспект, который здесь включает в себя проезжую часть улицы Мнёвники и часть проспекта Маршала Жукова. Остров Мнёвниковская пойма, где располагаются Нижние Мнёвники, по большей части находится в запустении: в начале 1990-х годов здесь планировалось построить «Парк чудес», однако эти планы не осуществились; в результате огромная территория пустует, за исключением отдельных мест, где расположены гаражи и авторемонтные мастерские. Название когда-то существовавшей здесь деревни сохранилось в названии улиц Мнёвники и Нижние Мнёвники, а также района Хорошёво-Мнёвники.

## Персоналии
В селе родился Александр Михайлович Афанасьев — российский советский физик.